# 佐敷筑登之興道
雍肇豊佐敷筑登之興道は雍氏、大宗東風平親雲上興長から数えて三世の琉球士族である。
恵まれた体格に加え武術に秀で、爬龍船競漕では“雍氏爬龍”と名を馳せた。

伝承では尚寧王時代慶長14年 (1609年) 薩摩軍(島津氏)が侵攻した際には首里王府から北谷の池城々に派遣され、多数戦死するほどの激戦に至る迄奮戦するが、4月1日首里城が陥落したとの報を受け悲憤し自刃したと伝えられている。
また、瀬長城征伐を行ったとの伝承がある。
当時瀬長城には悪事を働く城主が居り、王府の命令にも従わず、城下の人民を苦しめていた。王府による征伐も行われたが、城は陥落しなかった。そこで興道に征伐を命じ、兵を率いて瀬長城へ出陣したところ、城主は興道の名を耳にするや、無抵抗で城を明け渡したとされる。
また、尚寧王から籠遇されたとある。